# Епархия Энугу
Епархия Энугу (лат. Dioecesis Enuguensis) — епархия Римско-Католической церкви c центром в городе Энугу, Нигерия. Епархия Зариа входит в митрополию Оничи. Кафедральным собором епархии v является церковь святого Патрика.

## История
12 ноября 1962 года Римский папа Иоанн XXIII издал буллу «Quod divinus», которой учредил епархию Энугу, выделив её из aрхиепархии Оничи.
19 ноября 1990 года епархии Энугу передала часть своей территории для возведения новых епархий Нсукки и Авгу.

## Ординарии епархии
- епископ John of the Cross Anyogu (1962—1967);
- епископ Godfrey Okoye CSSp[1] (1970—1977);
- епископ Михаил Угву Энеджа (10.11.1977—8.11.1996);
- епископ Антоний Оконкво Гбуджи (8.11.1996 — 9.02.2009);
- епископ Каллист Валентин Онага (9.02.2009 — по настоящее время).

## Источник
- Annuario Pontificio, Libreria Editrice Vaticana, Città del Vaticano, 2003, ISBN 88-209-7422-3
- Булла Quod divinus, AAS 55 (1963), стр. 935  (лат.)